# Legio VII Claudia
Legio VII Claudia Pia Fidelis ("Sétima Legião Cláudia, Fiel e Leal") foi uma legião romana. Seu símbolo era um touro.

## História

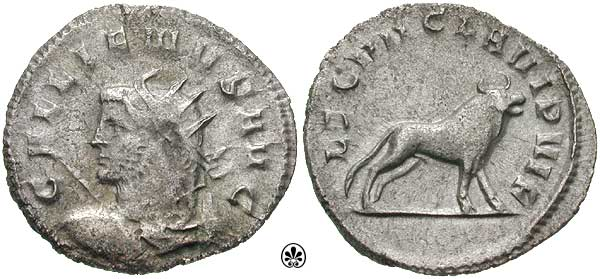
Moeda do imperador Galiano celebrando a LEG VII CLA VI P VI F (Sétima Legião Claudia, seis vezes fiel, seis vezes leal no anverso e mostrando um touro, símbolo da Sétima, no reverso.

A VII Claudia, a VI Ferrata, a VIII Augusta e a IX Hispana foram todas fundadas por Pompeu na Hispânia em 65 a.C. Júlio César ordenou que elas fossem movidas para a Gália Cisalpina por volta de 58 a.C. e elas participaram, sob a liderança dele, das Guerras Gálicas. César, que na época era ainda apenas um general romano, menciona a Sétima em seu relato sobre a Batalha contra os nérvios e é provável que ela tenha sido empregada também na expedição pela Gália ocidental liderada por Crasso. Durante a crise causada pela revolta de Vercingetórix, a Sétima lutou nas redondezas de Lutécia (atual Paris).
A Sétima foi uma das duas legiões utilizadas nas invasões da Britânia por Júlio César (a outra foi a Legio X Equestris) e teve um papel crucial na Batalha de Farsalos (48 a.C.). Ela continuou a existir até pelo menos o final do século IV d.C., aquartelada na região do médio Danúbio.
Tibério Cláudio Máximo, o soldado romano que entregou a cabeça de Decébalo, o rei da Dácia, ao imperador romano Trajano durante sua campanha, estava servindo na Legio VII Claudia.